# Zakhele Siwela

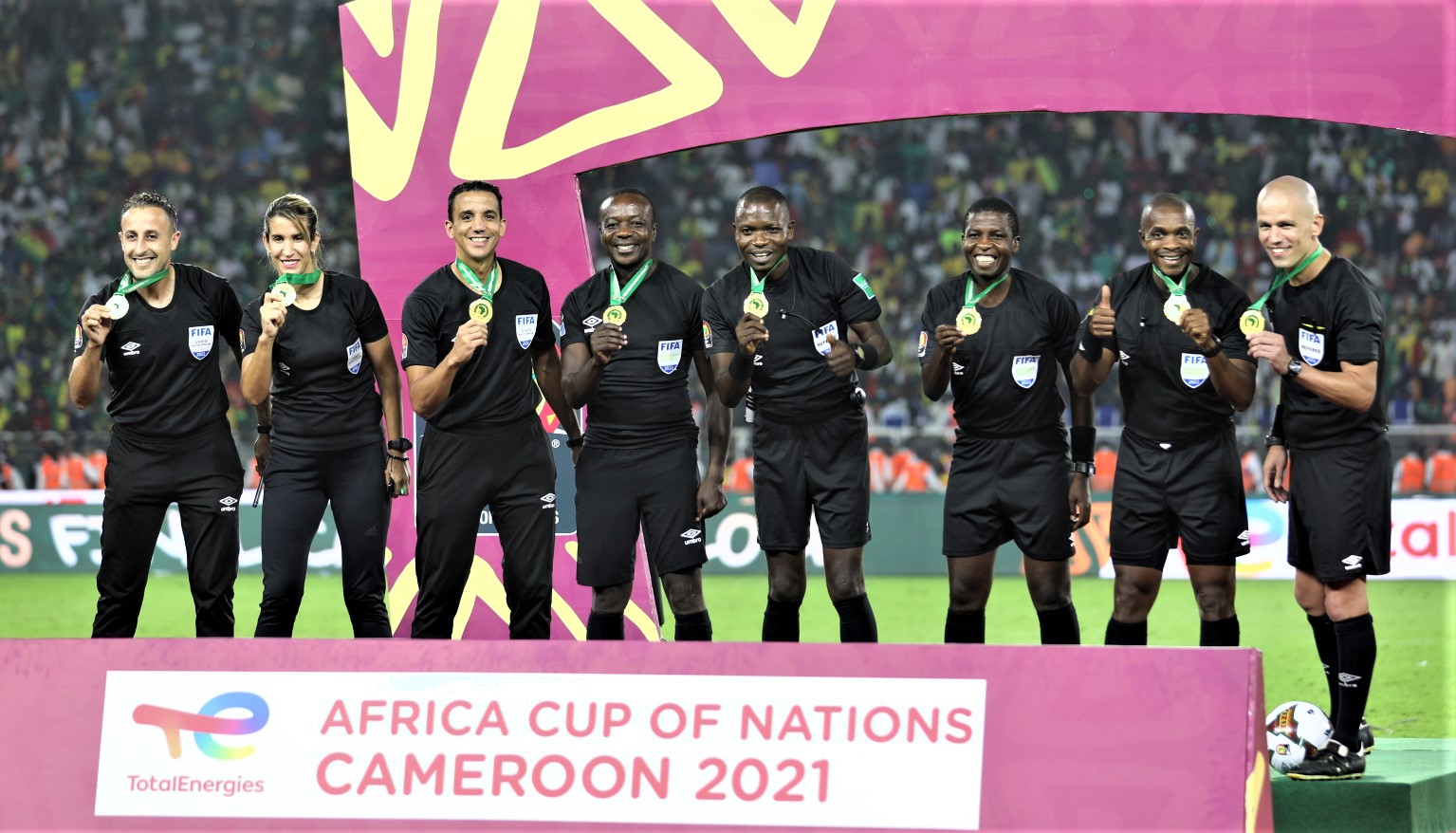
Zakhele Siwela beim Finale des Afrika-Cups 2022 (2.v.r.)

Zakhele Thusi Granville Siwela (* 2. September 1982) ist ein südafrikanischer Fußballschiedsrichterassistent. Er steht als dieser seit 2010 sowie als Video-Assistent seit 2021 auf der Liste der FIFA-Schiedsrichter.

## Karriere
Als Assistent begleitete er international unter anderem Spiele mehrerer U-Turniere sowie, Afrika-Cups, als auch beim FIFA-Arabien-Pokal 2022 und der Weltmeisterschaft 2018. Zur Weltmeisterschaft 2022 wurde er ins Aufgebot der Assistenten berufen.